# الهروج

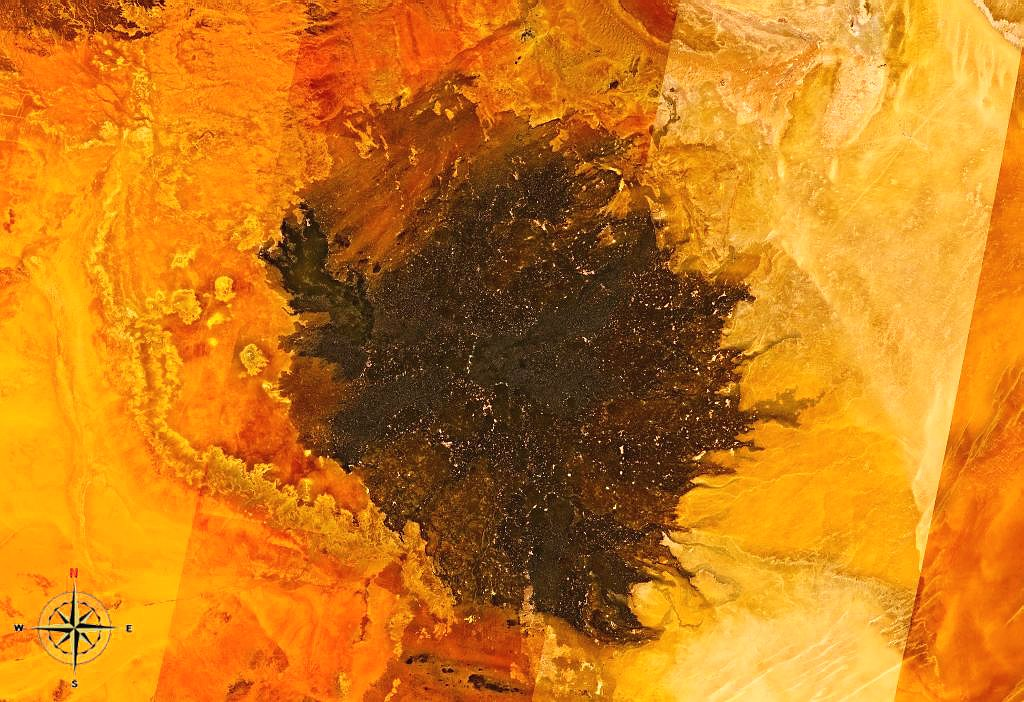
الهروج كما تشاهد من الفضاء.

الهروج هي أكبر تجمع للجبال البركانية في منطقة شمال أفريقيا تبلغ مساحتها 45.000 كيلومتر مربع. وتوجد في وسط ليبيا شمال منطقة وادي الحياة والحواف الجنوبية لمنخفض القطارة. يوجد بها 150 بركانا. وتنقسم جبال الهروج إلى منطقتين المنطقة الأولى تقع في الشمال وهي الهروج الأسود وهي جبال بركانية تغطي معظم المنطقة وتوجد بها اللآبة السوداء بازلتية، كما توجد على قممها الخامدة بحيرات إضافة إلى حياة نباتية وحيوانية. المنطقة الثانية وهي الهروج الأبيض وتقع في الطرف الجنوبي وتتكون جيولوجيا من صخور جيرية بيضاء، وأقصى ارتفاع لها 1200 متر.
ومن أشهر براكين المنطقة: براكين منطقة قارة خلف الله، بركان أم الدحي، بركان طيبة الاسم، بركان فايد، براكين منطقة السبعة، بركان أم الغرانيق، بركان الصفراء، بركان القلاع وبركان بونعيم.

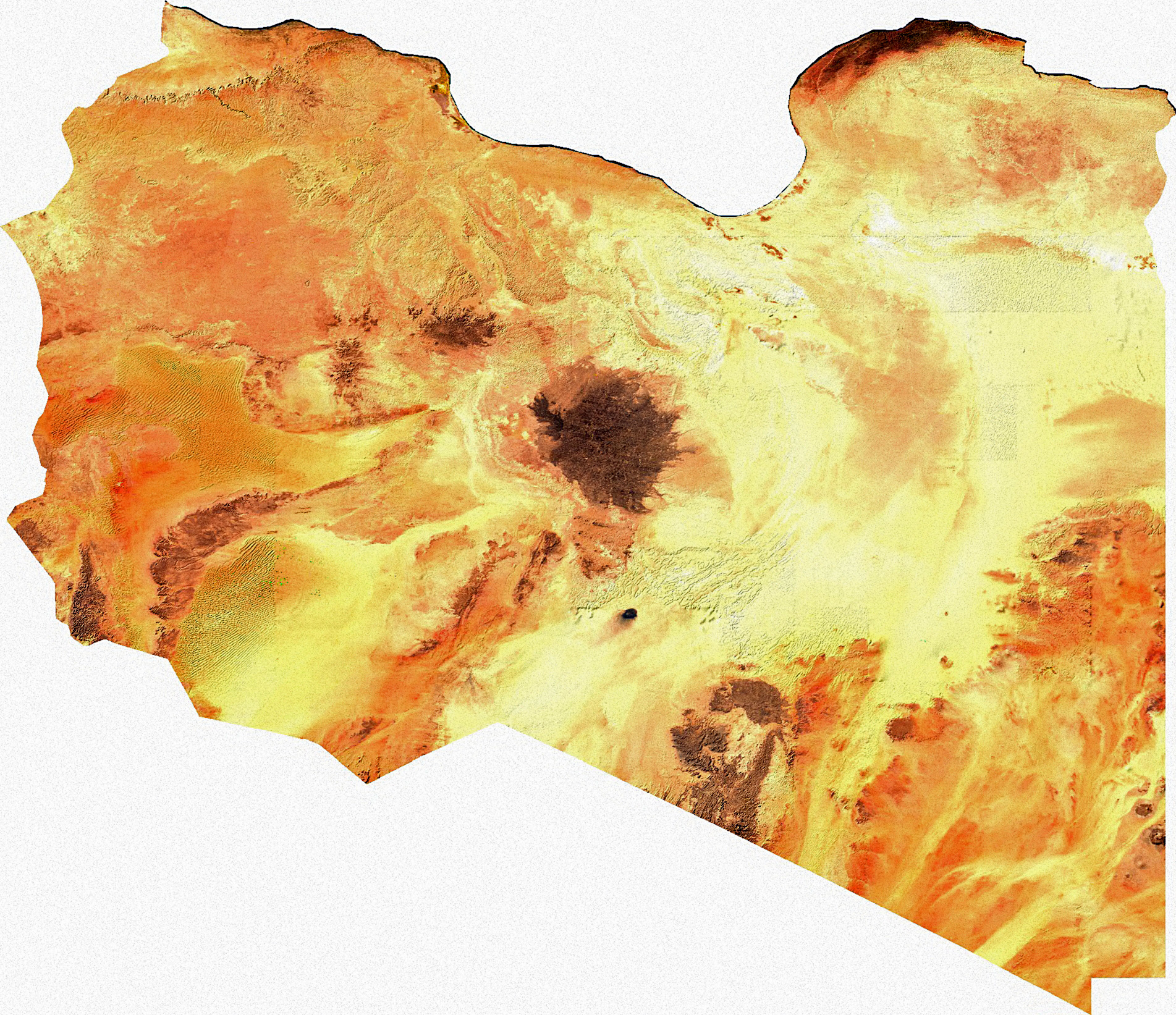
جبال الهروج التي تظهر كبقعة سوداء في وسط ليبيا.

## حضارة ماقبل التاريخ
تحوي المنطقة مجموعة من آثار تركت تدل على استقرار بشري بالمنطقة حيث عثر على تجمع أدوات حجرية من مخلفات إنسان العصر الحجري، كما تم العثور في منطقة تعرف بغدير الضويلع على نقوش جدارية على الصخور المنتشرة على حواف الوادي تحمل أشكال أبقار وحشية وزراف ما يدل على توافر المياه والأعشاب والمراعي، أي قبل تحول المنطقة إلى صحراء حاليا وبفترة تقدر ب10.000 سنة تقريبا.

## ما يشتهر به اهالي المناطق القريبة
ويشتهر سكان المناطق القريبة من صحراء الهروج باصتياد الغزال والودان والارانب التي ترعى فيها
ومن أشهر الأماكن بها واكثرها حركة هي قارة منذيل والعذب ومرارة وام الرتم ويوجد بها منطقة كانت عبارة عن بحيرة منذ زمن بعيد حيث لا تزال هناك بقايا بحرية بها.